# 리보
리보(LIBOR, London Interbank Offered Rate, 런던 은행간 금리)는 런던의 주요 은행 사이에서 단기자금을 조달하는 이자율을 말한다. 이자율은 콜 금리(overnight rate)부터 장기 이자율도 포함한다.
리보 금리는 매일 오전 11시 30분(영국 시간), 영국 은행가 협회를 대신하여 톰슨 로이터가 집계하여 발표한다. 많은 금융 기관, 대부 업체, 신용카드 회사의 금리가 리보 금리를 기반으로 운영되고 있다. 파생 상품과 기타 금융 상품 중 최소한 3500억 달러가 리보를 기반으로 운영되고 있다.
유러달러 금리의 기준이 되고 있으며, 통상 1주 또는 1 - 6개월, 1년 만기도 기간별로 금리가 다르다. 리보금리는 세계 금융시장에 큰 영향을 끼치고 있다.

## 같이 보기
- 유리보
- 파이낸셜 타임스